# 2005-ös amatőr ökölvívó-világbajnokság
A 13. amatőr ökölvívó-világbajnokságot Mienjangban, Kínában rendezték 2005. november 13-20. között. 11 versenyszámban avattak világbajnokot. A küzdelmek egyenes kieséses rendszerben zajlottak, és mindkét elődöntő vesztese bronzérmet kapott.

## Érmesek
Bedák Pál ezüstérmet szerzett papírsúlyban.
| 2005. évi amatőr ökölvívó-világbajnokság érmesei |                                     |                                      |                                                                     |
| Versenyszám                                      | Arany                               | Ezüst                                | Bronz                                                               |
| Szupernehézsúly                                  | Odlanier Solís (Kuba)               | Roman Romancsuk (Oroszország)        | Roberto Cammarelle (Olaszország) Kubrat Venkov (Bulgária)           |
| Nehézsúly                                        | Alekszandr Alekszejev (Oroszország) | Elchin Alizade (Azerbajdzsán)        | Jasur Mazhanov (Üzbegisztán) Alexander Povernov Németország         |
| Félnehézsúly                                     | Jerdosz Zsanabergenov (Kazahsztán)  | Marijo Šivolija (Horvátország)       | Utkirbek Haydarov (Üzbegisztán) Artak Malumjan (Örményország)       |
| Középsúly                                        | Matvej Korobov (Oroszország)        | Iszmajil Szillah (Ukrajna)           | Emilio Correa (Kuba) Mohammed Hikal (Egyiptom)                      |
| Váltósúly                                        | Erislandy Lara (Kuba)               | Magomed Nurudinov (Fehéroroszország) | Baktijar Artajev (Kazahsztán) Neil Perkins (Egyesült Királyság)     |
| Kisváltósúly                                     | Szerik Szapijev (Kazahsztán)        | Dilshod Mahmudov (Üzbegisztán)       | Inocente Fiss (Kuba) Emil Maharramov (Azerbajdzsán)                 |
| Könnyűsúly                                       | Yordenis Ugas (Kuba)                | Romal Amanov (Azerbajdzsán)          | Khabib Allakverdijev (Oroszország) Domenico Valentino (Olaszország) |
| Pehelysúly                                       | Alekszej Tyiscsenko (Oroszország)   | Alexei Shajdulin (Bulgária)          | Yuriorkis Gamboa (Kuba) Viorel Simion (Románia)                     |
| Harmatsúly                                       | Guillermo Rigondeaux (Kuba)         | Rustam Rachimow (Németország)        | Ali Hallab (Franciaország) Gary Russell Jr. (Egyesült Államok)      |
| Légsúly                                          | Lee Ok-Sung (Dél-Korea)             | Andry Lafita (Kuba)                  | Raushee Warren (Egyesült Államok) Mirat Sarsembajev (Kazahsztán)    |
| Papírsúly                                        | Cou Si-ming (Kína)                  | Bedák Pál (Magyarország)             | Sherali Dostiev (Tádzsikisztán) Birzan Zakipov (Kazahsztán)         |